# Lautaro Bazán

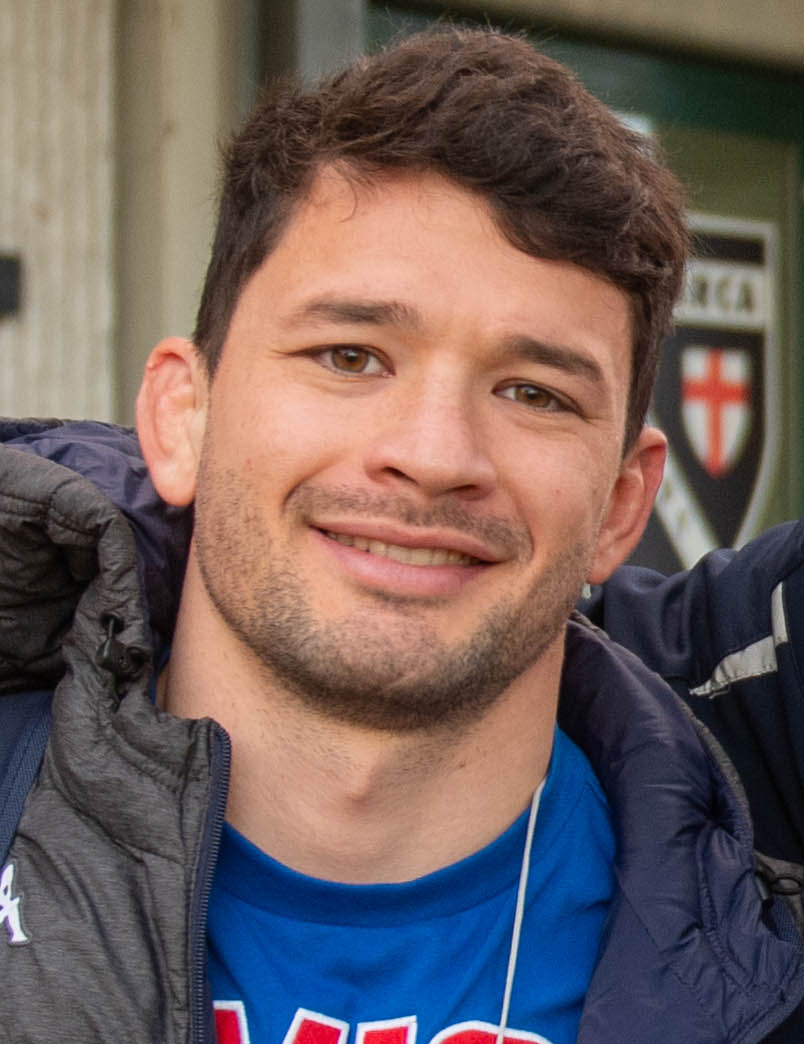
Lautaro Bazán em 2023

Lautaro Bazán Vélez (Córdova, 24 de fevereiro de 1996) é um jogador de rugby sevens argentino.

## Carreira
Bazán integrou Seleção Argentina de Rugby Sevens nos Jogos Olímpicos de Verão de 2020 em Tóquio, quando conquistou a medalha de bronze após derrotar a equipe britânica por 17–12.